# 33468 Nelsoneric
33468 Nelsoneric è un asteroide della fascia principale. Scoperto nel 1999, presenta un'orbita caratterizzata da un semiasse maggiore pari a 2,2607089 UA e da un'eccentricità di 0,1770721, inclinata di 7,63106° rispetto all'eclittica.